# William Dunlap

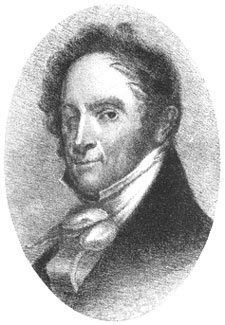
William Dunlap

William Dunlap (ur. 19 lutego 1766 w Perth Amboy, zm. 28 września 1839) – amerykański dramatopisarz, aktor i producent teatralny, menadżer nowojorskich teatrów John Street Theatre (1796–1798) i Park Theatre (1798–1805).